# 急性間質性肺炎
急性間質性肺炎（英語：Acute interstitial pneumonitis，縮寫：AIP），又稱為哈曼-里奇症候群，是一種原因不明之罕見且嚴重的急性肺病，屬於特發性間質性肺炎和间质性肺病的一種。往往看上去完全健康的人极偶尔会患这种病。
至2005年为止这种病尚无治疗方式，其病因也不明。

## 症状
急性間質性肺炎最常见的症状有咳嗽、发热、呼吸困难。病人往往带着这些病状一两个星期后才去找医生。呼吸困难会很快发展为呼吸衰竭。
急性間質性肺炎往往发展迅速。在最初症状出现后数天至数周内病人就必须住院和进行人工呼吸。

## 诊断
从一开始症状出现到呼吸衰竭的迅速发展是诊断急性間質性肺炎最关键的现象。X射线显示两个肺的肺泡中均有液体是做出诊断所必须的。除此之外需要通过活體組織切片证明弥漫性肺泡损伤。除此之外还可以使用其它诊断来排除类似的疾病，其中包括血液分析、血液组织分析和支气管肺泡灌洗。

## 治疗
急性間質性肺炎的治疗手段主要是维护。加護病房是必须的。往往需要人工呼吸。一般尝试使用皮质醇，但是到2005年为止其效果没有被验证。

## 病理学
一般40岁以上的人患急性間質性肺炎，男子和女子患病的机遇一样大。至今为止没有任何已知的危险因素，尤其是吸烟不会提高患急性間質性肺炎的危险。

## 预后
60%的病人在病发六个月内死亡。其他病人康复后一般完全恢复其肺功能。大多数病人不会重发。

## 历史
1935年，美國病理學家路易斯·哈曼和阿諾德·賴斯·里奇首次描写了急性間質性肺炎。